# سهير رضا
سهير رضا  (15 يناير 1911 - 25 مارس 1993) هي ممثلة مصرية.

## مسيرتها
ظهرت في الإذاعة والمسرح والتلفزيون والسينما في بداية الخمسينيات، نجحت في تجسيد دور العجوز المتصابية مما دعى صناع الأفلام إلى إسناد هذا الدور لها كثيراً. كتبوا عنها: "مدام فنطاس هو الدور الذي أدته ببراعة واقتدار الفنانة سهير رضا... حيث ظهرت في مشهد غرامي لا ينسى مع الفنان فؤاد المهندس، وهذا واحد من عدة أدوار أدتها الفنانة سهير رضا، حيث ظهرت في فيلم "خائفة من شيء ما" عام 1979 للمخرج يحيى العلمي، و"ولا عزاء للسيدات" عام 1969 للمخرج هنري بركات، و"الكذابين الثلاثة" عام 1970 للمخرج منير التوني، و"أفواه وأرانب" عام 1977 للمخرج هنري بركات، ويعد أبرز أدوارها بالإضافة لدور مدام فنطاس هو دور أم عبد الهادي في فيلم "الأرض" عام 1970 للمخرج يوسف شاهين، ودور عطية زوجة حفظي مدير البنك في فيلم «عفريت مراتي» عام 1968 للمخرج فطين عبد الوهاب.
بلغت حصيلة أعمالها 75 عملاً منها:
المسلسل التلفزيوني «العندليب الأسمر» عام 1979 للمخرج فتحي عبد الستار.
فيلم «لا عزاء للسيدات» عام 1979 للمخرج هنري بركات.
فيلم «سونيا والمجنون» عام 1977 للمخرج حسام الدين مصطفى.
المسلسل الإذاعي «الجريمة المزدوجة» عام 1974 للمخرج يس إسماعيل يس.
فيلم «عفريت مراتي» عام 1968 للمخرج فطين عبد الوهاب.
فيلم «الستات ما يعرفوش يكدبوا» عام 1954 للمخرج محمد عبد الجواد.
وكانت آخر أعمالها:
المسلسل التلفزيوني «أرزاق» عام 1982 للمخرج عادل صادق.
فيلم «نص أرنب» عام 1983 للمخرج محمد خان.
- 1981: بياضة

توفت في عام 1993

## وصلات خارجية
- سهير رضا على موقع السينما
- سهير رضا على موقع دهليز
- سهير رضا على موقع البوابة
- سهير رضا على موقع IMDB
- سهير رضا على موقع كاروهات